# Qatar ExxonMobil Open 2020
Qatar Open 2020 (còn có tên gọi khác là 2020 Qatar ExxonMobil Open vì lý do tài trợ) là giải quần vợt Qatar Open lần thứ 28 do Hiệp hội Quần vợt Chuyên nghiệp (ATP) tổ chức. Đây là một giải đấu dành cho các tay vợt nam, diễn ra ở sân cứng trong nhà. Giải đấu này là một giải nằm trong hệ thống ATP Tour 250 và trong lịch trình ATP Tour 2020. Giải đấu đã được trao danh hiệu "Giải đấu của năm" ở hạng mục ATP Tour 250 từ ATP Awards 2019 lần thứ ba sau 5 năm.

## Điểm thưởng và tiền thưởng

### Điểm phân bổ
|     | Vô địch | Á quân | Bán kết | Tứ kết | Vòng 16 | Vòng 32 | Vòng loại | Vòng loại 2 | Vòng loại 1 |
| Đơn | 250     | 150    | 90      | 45     | 20      | 0       | 12        | 6           | 0           |
| Đôi | 250     | 150    | 90      | 45     | 0       | N/A     | N/A       | N/A         | N/A         |

### Tiền thưởng (đơn vị tính: USD)
|      | Vô địch | Á quân  | Bán kết | Tứ kết | Vòng 16 | Vòng 32 | Vòng loại 2 | Vòng loại 1 |
| Đơn  | 227.930 | 126.160 | 71.030  | 40.425 | 23.190  | 13.560  | 6625        | 3445        |
| Đôi* | 76.870  | 39.400  | 21.350  | 12.220 | 7150    | N/A     | N/A         | N/A         |

- Mỗi đội

## Các tay vợt tham dự nội dung đơn

### Các hạt giống
| Tay vợt            | Xếp hạng1 | Hạt giống |
| ------------------ | --------- | --------- |
| Stan Wawrinka      | 16        | 1         |
| Andrey Rublev      | 23        | 2         |
| Jo-Wilfried Tsonga | 29        | 3         |
| Milos Raonic       | 31        | 4         |
| Laslo Đere         | 38        | 5         |
| Filip Krajinović   | 40        | 6         |
| Adrian Mannarino   | 43        | 7         |
| Frances Tiafoe     | 47        | 8         |

- 1 Bảng xếp hạng được tính đến ngày 30 tháng 11 năm 2019.

### Các tay vợt khác
Các tay vợt được nhận suất đặc cách:
- Marco Cecchinato
- Malek Jaziri
- Cem İlkel

Các tay vợt vượt qua vòng loại:
- Grégoire Barrère
- Márton Fucsovics
- Corentin Moutet
- Mikael Ymer

### Rút lui
- Alexandr Dolgopolov → replaced by  Tennys Sandgren
- Richard Gasquet → replaced by  Kyle Edmund

## Các tay vợt tham dự nội dung đôi

### Seeds
| Các cặp đôi (đội)            | Xếp hạng1 | Hạt giống |
| ---------------------------- | --------- | --------- |
| Mate Pavić Bruno Soares      | 39        | 1         |
| Henri Kontinen Franko Škugor | 52        | 2         |
| Rohan Bopanna Wesley Koolhof | 52        | 3         |
| Jérémy Chardy Fabrice Martin | 59        | 4         |

- 1 Bảng xếp hạng được tính đến ngày 30 tháng 11 năm 2019.

### Các tay vợt khác
Các tay vợt được nhận suất đặc cách:
- Márton Fucsovics /  Fernando Verdasco
- Malek Jaziri /  Rashed Nawaf

Các cặp tay vợt thay thế:
- Egor Gerasimov /  Mikhail Kukushkin

### Rút lui
Trước khi giải đấu diễn ra
- Fernando Verdasco

## Nhà vô địch

### Đơn
- Andrey Rublev def.  Corentin Moutet, 6–2, 7–6(7–3)

### Đôi
- Rohan Bopanna /  Wesley Koolhof def.  Luke Bambridge /  Santiago González, 3–6, 6–2, [10–6]

## Thể loại
Bản mẫu:Doha Open tournaments Bản mẫu:2020 ATP Tour